# Dead or Alive Ultimate
Dead or Alive Ultimate es un videojuego de lucha compilatorio desarrollado por Team Ninja y publicado por Tecmo para Xbox en 2004. Es una colección de los dos juegos anteriores de la serie, Dead or Alive de 1996 y Dead or Alive 2 de 1999. Marca el primer juego de la serie en ser una compilación. DOA Ultimate contiene una edición de alta resolución de la versión de Sega Saturn de Dead or Alive y una nueva versión mejorada de DOA2 que utiliza un nuevo motor gráfico y ofrece Dead or Alive 3 mecánicas de juego, nuevo contenido de juego y la inclusión de Hitomi como personaje jugable. El juego ofrecía capacidades multijugador en línea, lo que hacía que la compilación fuera uno de los primeros juegos de lucha en ofrecer juegos en línea.
El 16 de diciembre de 2006, ambos juegos se convirtieron en compatibles con versiones anteriores con Xbox 360. El 10 de noviembre de 2021, ambos juegos estuvieron disponibles para descargar en Xbox Live en todo el mundo. El 15 de noviembre de 2021, ambos juegos se agregaron a la lista de juegos retrocompatibles para Xbox One y Xbox Series X/S.

## Jugabilidad
Dead or Alive Ultimate es un juego recopilatorio que incluye una versión reconstruida de Dead or Alive 2, con gráficos rediseñados y nuevos escenarios para la consola de videojuegos Xbox. También incluye la versión original de Sega Saturn del primer Dead or Alive, con texturas suavizadas y tiempos de carga abreviados, pero careciendo del contenido adicional recibido en la PlayStation norteamericana, esto es, sin los personajes Bass y Ayane ni trajes adicionales. Ambas ediciones incluyen juego en línea.
"Dead or Alive 1 Ultimate" es esencialmente idéntico a su versión original de Sega Saturn y generalmente se considera más un disco de colección sin nuevo contenido que lo haga atractivo. Dead or Alive 2 Ultimate, siendo una nueva versión creada después del debut de Dead or Alive 3, toma elementos y mecánicas tanto de su iteración original como de su sucesor. La acción del movimiento del eje 3D tiene un formato tan libre como DOA3, y Hitomi ahora es un personaje jugable aunque fuera del modo historia. Se han mantenido intactos otros elementos de DOA2. Estos incluyen un mecanismo de contraataque que es más difícil de ejecutar y más dañino que en DOA3 y peligros ambientales que no justifican un golpe de gracia en un personaje. A pesar de poder moverse libremente en un eje 3D en la versión "Ultimate" de "DOA2", la mayoría de los movimientos no se pueden eludir como en "DOA3" y otros juegos de lucha 3D. Otro cambio importante está en el sistema de espera renovado en DOA2 Ultimate. El último conjunto importante de cambios establecidos en "2 Ultimate" es la inclusión de pendientes, que son un tipo de peligro ambiental en el que los personajes derribados ruedan por la pendiente y reciben daños a medida que caen.
El juego requería Xbox Live para poder jugar en línea. El soporte del servicio lo convierte en el segundo juego de lucha 3D en línea para consola que se lanza en América y Europa (siendo Mortal Kombat: Deception el primero) y el primero en Japón. El sistema establecido por Tecmo para el juego en línea en Dead or Alive Ultimate pretendía recrear la sensación de jugar en una sala de juegos. Los jugadores iniciarían sesión en un "lobby" compartido y luego observarían otros partidos hasta que fuera su turno de participar. Cada lobby tiene un conjunto de parámetros de juego determinados por su creador, lo que permite jugar al estilo de un torneo.
Si bien este juego recupera la mecánica antigua de la versión Dreamcast de Dead or Alive 2, se agregaron algunos cambios en la música y remezclas. Cada personaje (exceptuando a Hitomi, quien fue presentado en DOA3) tiene su propia remezcla, que solo suena en el escenario The Ray House.

## Trama
El modo historia de Dead or Alive Ultimate se desarrolla como en el original. Sin embargo, se agrega una nueva secuencia generada por ordenador que explica con más detalle la relación y la historia de Ayane, Kasumi y Hayate que conducen a los dos primeros juegos de Dead or Alive.

## Desarrollo y lanzamiento
En 2004, después del lanzamiento de Dead or Alive 3, Team Ninja una vez más rehízo Dead or Alive 2, esta vez para el sistema Xbox. En las etapas de planificación, este nuevo juego se llamó originalmente "Dead or Alive Online" por la adición de soporte en línea. El 14 de enero, se le cambió el nombre a "Dead or Alive Ultimate" y prometía contenido nuevo, personajes adicionales y una versión mejorada del original "Dead or Alive" para Sega Saturn. Según Tecmo, el cambio de nombre se debió a la opinión de que "Ultimate describiría con mayor precisión la sensación que sienten los jugadores al experimentar el juego".
En Japón, Dead or Alive Ultimate se lanzó con una versión azul cristalina del sistema Xbox que incluía un controlador del mismo color, una copia de Dead or Alive Ultimate y algunos extras temáticos de Kasumi. En los Estados Unidos, se incluyeron aleatoriamente en cada juego dos cromos con imágenes de personajes como parte de una edición de coleccionista. El disco del juego del lanzamiento norteamericano también contiene el "Booster Pack" para Dead or Alive 3, que agrega numerosos disfraces de personajes y una nueva cinemática de apertura para el juego. Este disco también incluía un segmento producido por G4 de su serie Icons que detalla la historia de Dead or Alive, junto con entrevistas con varias personas de la industria de los videojuegos, incluido el creador de la serie Tomonobu Itagaki. Una guía titulada Dead or Alive Ultimate: Prima Official Game Guide de Prima Games fue lanzada el 4 de noviembre de 2004. Con el 14 de diciembre de 2006,  compatibilidad con versiones anteriores para Xbox 360, el lanzamiento de Xbox de Dead or Alive Ultimate ahora se puede jugar en Xbox 360. El 10 de noviembre de 2021, Dead or Alive 1 Ultimate y Dead or Alive 2 Ultimate estuvieron disponibles para descargar por separado en Xbox Live en todo el mundo, insinuando la incorporación de los juegos a programa de compatibilidad con versiones anteriores. El 15 de noviembre de 2021, ambos juegos se agregaron a la alineación y se pudieron jugar en Xbox One y Xbox Series X/S.

## Recepción
Dead or Alive Ultimate recibió críticas generalmente favorables. El juego fue galardonado como "Juego de lucha del año" en los National Academy of Video Game Trade Reviewers Awards de 2004. También recibió una segunda posición en la categoría "Mejor juego de lucha" de 2004 de GameSpot en todas las plataformas, perdiendo ante Mortal Kombat: Deception.
Dead or Alive Ultimate se convirtió en el primer juego de lucha incluido en los World Cyber Games.